# H7-es HÉV

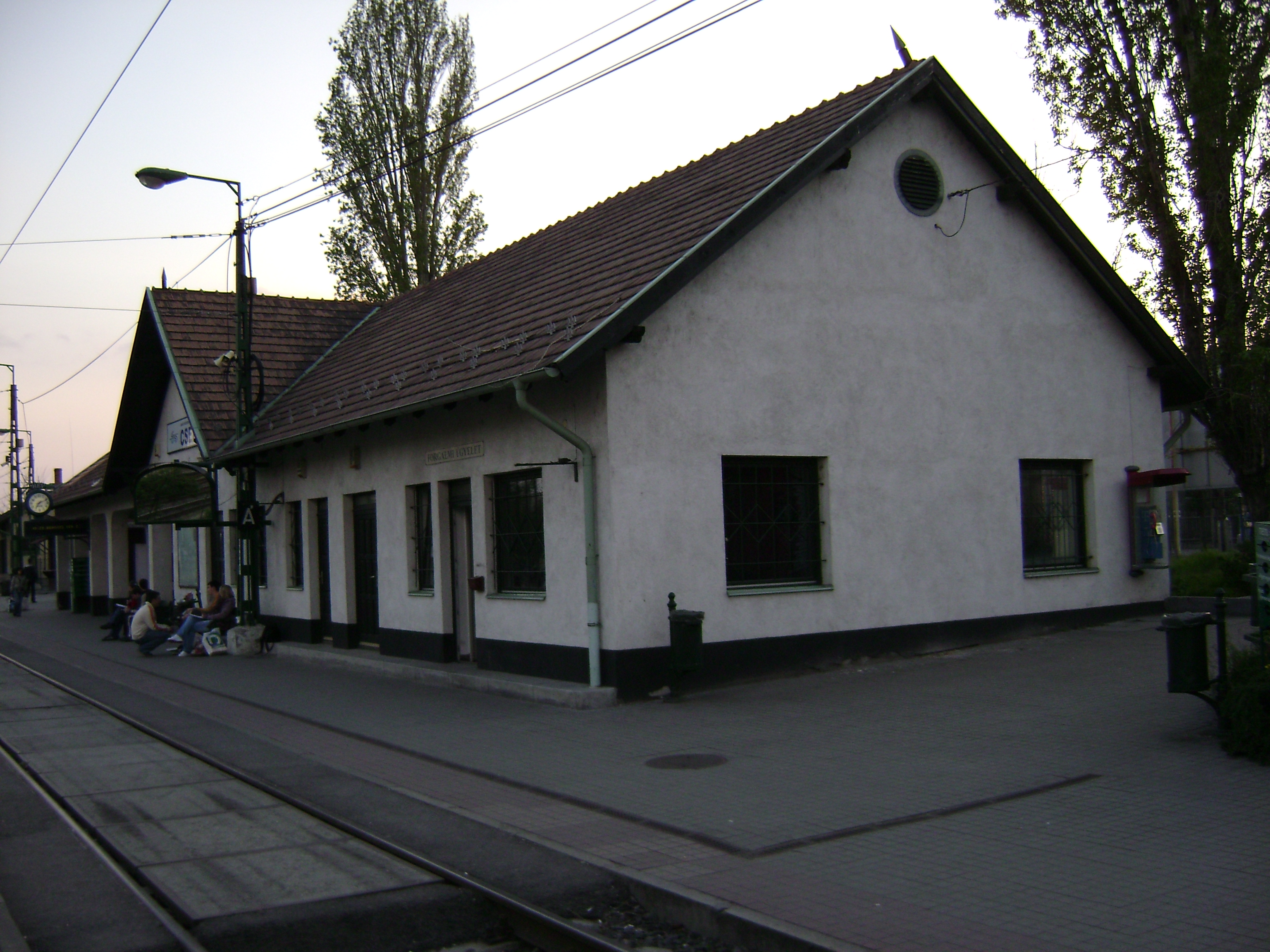
Csepel állomás felvételi épülete

A H7-es HÉV (251-es számú vasútvonal; 2011-ig: Csepeli HÉV, építésének idején: Csepeli gyorsvasút), helyiérdekű vasútvonal, amelyet a budapesti Boráros tér és Csepel belvárosa között közlekedtet a MÁV-HÉV Helyiérdekű Vasút Zrt. a Innovációs és Technológiai Minisztérium megrendelésére. Ez az egyetlenegy olyan budapesti HÉV-vonal, amely nem hagyja el Budapest közigazgatási határát. Jelenlegi formájában 1951. április 29-én adták át az utazóközönségnek. A H7-es számot 2011. május 1-étől viseli. 2016. november 1-jétől a HÉV-vonalakat a Budapesti Helyiérdekű Vasút Zrt. (BHÉV) üzemelteti.

### A Csepel–Pesterzsébet közötti viszonylat

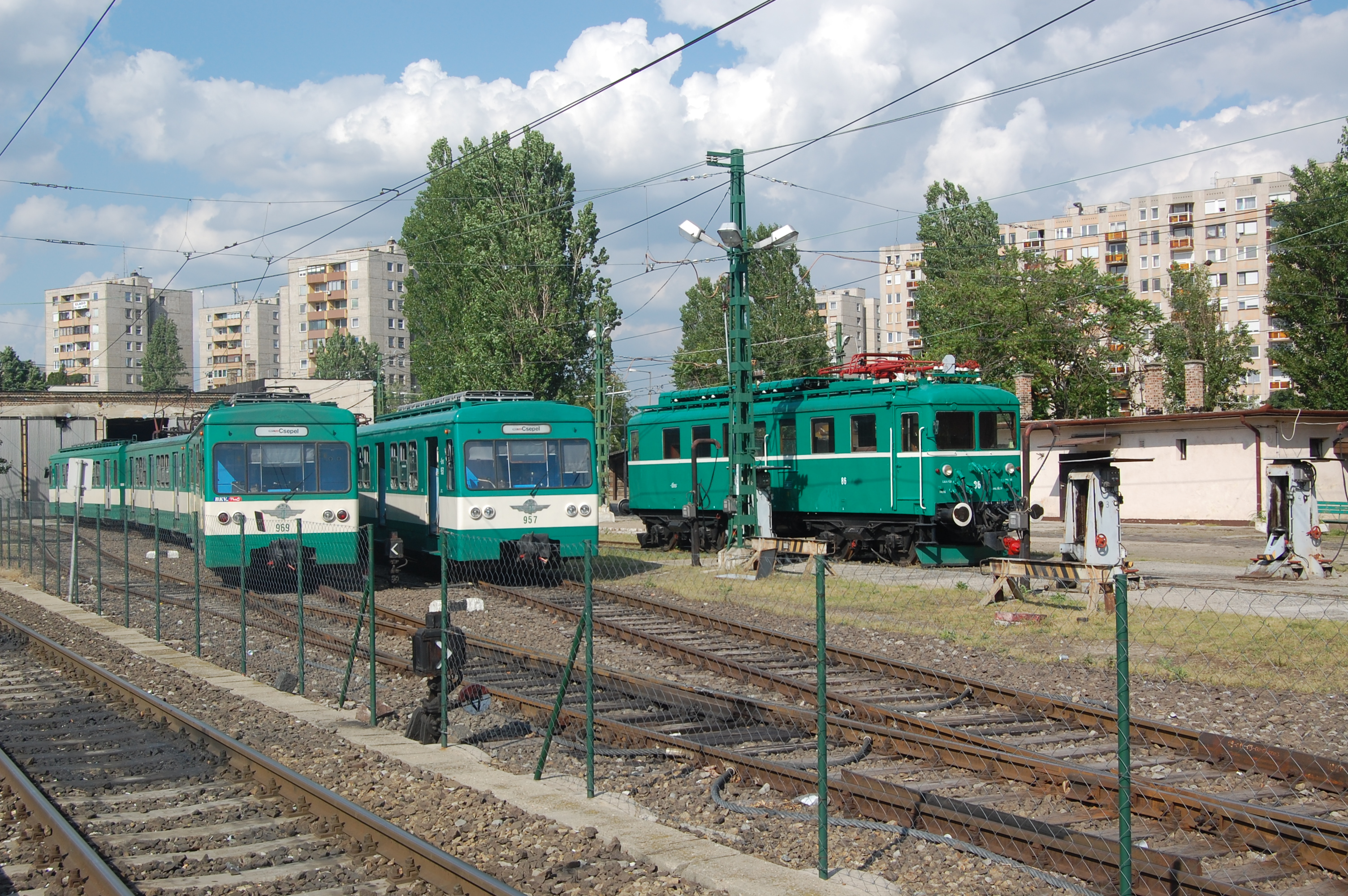
A csepeli kocsiszín két MX/A szerelvénnyel és egy LVII típusú (Tigris) mozdonnyal

## Története

### Az eredeti terv
Csepel mindig is Budapest (a főváros 1950-es bővítése előtt Budapest környékének) egyik ipari központja volt. Kezdetben a munkások csak a környező kerületekből és településekről (Pesterzsébet, Budafok, Soroksár, Halásztelek, Szigetszentmiklós) jártak ide. A korabeli tervekben egy, a Csillagtelepről a Csepel Művek 2. kapuján át Pesterzsébetre vezető vonal szerepelt, azonban a Hárosi Iskola 1941-es építése újabb módosításokat vetett fel.
A FVV 1944. augusztus 2-án véglegesen törölte az eredeti tervet. A „vonal” ekkor 3 részre szakadt. Az egyik a mai Csillagtelepi buszvégállomástól (ahol ma a 35-ös és 36-os busz végállomása van) nem messze indult, és a Hárosi Iskola mellett állt meg. A második szakasz északról, a Szent Imre térről ment a Gyártelep déli csücskéig. A harmadik szakasz a Marskovitsa utcából a Gubacsi hídon át vezetett Pesterzsébetre.

### A Csepel–Boráros tér közötti viszonylat
Végül 1951-ben a II. Rákóczi Ferenc utcából a Szabadkikötő, Kvassay híd, Boráros tér vonalvezetés megvalósítása mellett döntöttek. Gyorsvasúti jellegű.

### A Csepel–Hárosi iskola közötti viszonylat
Rövid életű vonal volt, 1959-től 1965. november 28-ig üzemelt. Végállomása a gyorsvasút csepeli végállomásánál, a II. Rákóczi Ferenc út túloldalán volt, ahonnan a rácsatlakozott a Mag utcából kikanyarodó vontatóvágányra és annak teherforgalmával együtt a Hárosi iskola nevű végállomásig haladt. Egyvágányú volt, egy kitérővel, öt megállóhellyel és dízelvontatással. Forgalmát elsősorban a 38-as buszcsalád, másodrészt a Volán járatai vették át.

## Az egyesítés óta
Mikor megindult a 38-as busz, a Csillagtelepi HÉV üzemeltetése feleslegessé vált. Közrejátszó tényező volt, hogy Budapest belvárosában élők közül sokan szintén a Művekben dolgoztak, ezért közvetlen kapcsolatot akartak teremteni a belvárossal. Ekkor épült meg a vonal maihoz nagymértékben hasonlító szakasza. Ez a szakasz a Szent Imre térről járt a Zsil utcáig.

### A végső vonal

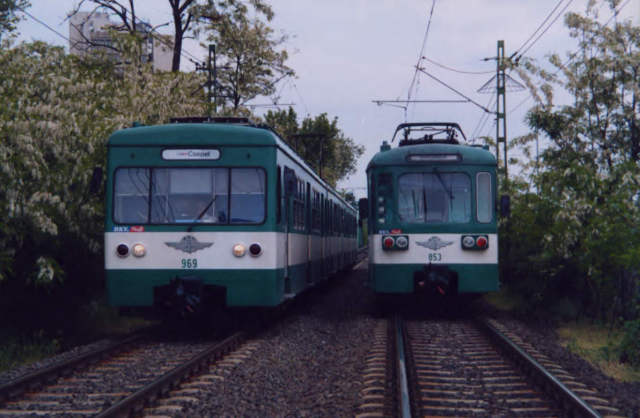
MXA és MIXA szerelvények a Szabadkikötő utáni egyenes szakaszon

Az FVV összevonva az eddig megépült vonalak terveit és az elképzeléseket kidolgozta a mai szakasz megépítését, ám az csak a Karácsony Sándor utcáig közlekedett. 1950. szeptember 6-ára elkészült a jelenlegi szakasz. 1950/51-ben a II. Rákóczi Ferenc utcában középre helyezték a vágányokat és megszűnt Csepel, korzó megállóhely. A futáspróbák és a tesztelések után 1951. április 29-én át is adtak a forgalomnak.

#### Tervek és módosítások
1996-1998 között történtek az utolsó komolyabb felújítások a vasúti pályán. 2000-ben üzemelték be az új biztosítóberendezést. Az 1-es villamos Rákóczi hídig történő meghosszabbításakor (2000. december) beillesztették a „Lágymányosi híd” (mai nevén Müpa – Nemzeti Színház) megállóhelyet és 2001-ben költözött a Boráros téren, a 2-es villamossal 1979-ben kiépített vágánykapcsolat először az Összekötő vasúti hídtól délre (az 1992-1993 között felszámolt Dunapart teherpályaudvart a Ferencvárosi pályaudvarral és a Soroksári út vasútállomással összekötő két vontatóvágány maradványait használva), majd 2006-ban a Szabadkikötőhöz a MÁV-HÉV üzemi menetek részére.
Tervbe vették a vonal Kálvin térig tartó meghosszabbítását, ám ez máig terv szintjén maradt.
A 2014-ben elfogadott Balázs Mór-terv (BMT) szerint 2030-ig a H6-os (ráckevei) és a H7-es (csepeli) HÉV vonal meghosszabbításra kerülne az Astoriáig olyan módon, hogy azok a Közvágóhídnál találkoznának és közös pályán érnék el a belvárost, ezzel megteremtve az észak–déli regionális gyorsvasút – vagy más néven M5-ös metró – első szakaszát. Hosszú távú tervek szerint az így létrejövő új gyorsvasúti vonal a későbbiekben összeköthető lenne a H5-ös (szentendrei) HÉV-vel is.
2017 márciusában pályázatot írt ki a Nemzeti Infrastruktúra Zrt. (NIF) a „H6-os ráckevei és a H7-es csepeli HÉV fővárosi kötöttpályás hálózatba való integrálásának előkészítése” címen.

#### A Kvassay híd felújítása
2020 júniusában vette kezdetét a Kvassay híd felújítása, emiatt ez évben vonatpótló buszok járnak a vonal egy részén: június 13–21. között egyáltalán nem járnak a vonatok, a pótló buszok a Boráros tér és a Szent Imre tér között közlekednek, június 22-től év végééig pedig a Boráros tér és az újonnan létesített Kvassay híd megállóhely nevű, ideiglenes HÉV-végállomás között közlekednek (ez utóbbi forgalomba helyezése miatt nem közlekedtek 13–21. között a HÉV-ek). A vonatok innen Csepelig továbbra is jártak.
2020. december végén jelentették be, hogy 2021 augusztusáig a HÉV továbbra is csak a Csepel-szigeten belül közlekedik, mivel a korábbi Vituki-telep helyén felépülő új atlétikai stadionhoz vezető két közúti aluljárót szintén teljes kizárásos vágányzárral kívánják megépíteni. Az építés után visszaállították a vasúti üzemet a teljes vonalon, 2021. augusztus 9-étől a HÉV az ideiglenes végállomás elbontása miatt nem üzemelt, szeptember 1-jétől ismét a Boráros térig jár.

## A megépült vonalak
A vonal észrevehetően jobb döntés volt az előzőeknél, de részeik megmaradtak. Az áruforgalom biztosítására a Csillagtelep–Pesterzsébet szakasz megmaradt. (A Gubacsi híd átalakításával 1978-ban a HÉV vonal a hídon megszűnt.)
A Csillagtelep–Hárosi iskola-vonal busszal lett kiszolgálva, a csatlakozáshoz megépítették a Karácsony Sándor utca – Csillagtelep vá. szakaszt.
A belvárosi kapcsolathoz és más tényezők hatására elkészült a Közvágóhíd–Soroksár-, majd később a Budapest–Ráckeve-helyiérdekű-vasútvonal, még a XIX–XX. század fordulóján.

## Járművek
A vonalon a Dunakeszi Főműhelyben készült MIX/A motorkocsik és a közéjük sorolt PXXVII/a típusú pótkocsik, továbbá az NDK-ban készült MX/A motorkocsik és a közéjük sorolt PXXVIII/a típusú pótkocsik közlekednek.

## Balesetek
1978. április 13-án az 1951-ben átadott Boráros tér HÉV-állomáson 18 halálos áldozatot követelő HÉV-baleset történt. A vágányok végén elhelyezkedő és a katasztrófában lerombolódott állomásépületet lebontották és helyette a Duna part felőli oldalon építettek újat.

## Megállóhelyei
| 0  | Boráros tér végállomás | 14 | 2, 2B, 4, 6, 23 15, 54, 55, 212, 212A, 212B, 223E, 224E, 255E                                 | Autóbusz-állomás, Mercure Budapest Duna Hotel, McDonald’s étterem              |
| 2  | Müpa – Nemzeti Színház | 11 | 1, 2, 24 54, 55, 179, 223E, 224, 224E, 255E                                                   | Müpa, Nemzeti Színház, OBI áruház, Budapest Park                               |
| 6  | Szabadkikötő           | 7  | 179                                                                                           | Szabadkikötő                                                                   |
| 10 | Szent Imre tér         | 4  | 35, 36, 38, 38A, 71, 138, 148, 151, 152, 159, 179, 238, 278 672, 673, 674, 675, 676, 688, 690 | Posta, Kisboldogasszony templom, Rendőrség, Okmányiroda, Polgármesteri hivatal |
| 12 | Karácsony Sándor utca  | 2  | 36, 38, 38A, 71, 138, 148, 151, 159, 179, 238, 278 672, 673, 674, 675, 676, 688, 690          | Óvoda, Iskola, Gimnázium, Fővárosi Szabó Ervin Könyvtár                        |
| 14 | Csepel végállomás      | 0  | 36, 38, 38A, 71, 138, 148, 159, 238, 278 672, 673, 674, 675, 676, 688, 690                    | Csepel Plaza, II. számú posta                                                  |